# Mepumalanga
Mepumalanga (Mpumalanga) é uma província da África do Sul, criada em 1994. Tem área de 76 495 km² e tinha, segundo censo do mesmo ano, 4 039 939 habitantes. Sua capital fica em Nelspruit.